# Rebešovice
Rebešovice (deutsch Rebeschowitz, 1939–45 Rebespitz) ist eine Gemeinde in Tschechien. Sie liegt zehn Kilometer südlich des Stadtzentrums von Brno an dessen Stadtgrenze und gehört zum Okres Brno-venkov.

## Geographie
Rebešovice befindet sich in der Thaya-Schwarza-Talsenke auf einer Terrasse über dem Bach Ivanovický potok gegenüber der Einmündung der Bobrava in die Svratka. Südwestlich erstreckt sich die Rajhradská bažantnice (Popowitzer Wald). Östlich führt die Trasse des Autobahn D 2/E 65 vorbei, die nächste Abfahrt 3 ist bei Chrlice.
Nachbarorte sind Přízřenice und Chrlice im Norden, Dvorská, Kobylnice und Sokolnice im Nordosten, Vladimírov und Otmarov im Osten, Měnín im Südosten, Rajhradice im Süden, Loučka, Čeladice und Rajhrad im Süden, Popovice im Westen sowie Želešice und Modřice im Nordwesten.

## Geschichte
Die erste schriftliche Erwähnung des Vladikensitzes Rebešovice erfolgte im Jahre 1174. Im darauffolgenden Jahr schenkte der Vladike Ondřej von Rebešovice das Dorf dem Kloster Rajhrad. 1340 wurde das Dorf als Rebieschowicz und 1406 als Rybessovicz bezeichnet.
An der Stelle des Freihofes ließ Propst Benno von Brancouze 1694 ein Schlösschen errichten. Wegen seiner an einen Weihnachtsberg erinnernden Lage wurde das Dorf im 18. und 19. Jahrhundert volkstümlich als Betlémek bezeichnet. In dieser Zeit entstanden auch weitere kleine Sakralbauten.
Nach der Aufhebung der Patrimonialherrschaften bildete Rebešovice ab 1850 eine Gemeinde in der Bezirkshauptmannschaft Hustopeče. 1948 wurde die Gemeinde dem Okres Židlochovice zugeordnet. Nach dessen Aufhebung kam Rebešovice 1961 zum Okres Brno-venkov.

## Gemeindegliederung
Für die Gemeinde Rebešovice sind keine Ortsteile ausgewiesen.

## Sehenswürdigkeiten
- Schlösschen Rebešovice mit Kapelle der hl. Dorothea, errichtet 1694 für Propst Benno von Brancouze an Stelle des alten Freihofes. Das Bauwerk dient heute als Gemeindeamt und Gaststätte
- spätbarocke Kapelle mit Statue der Verneigung des Johannes von Nepomuk, an einer Quelle unterhalb des Schlösschens, errichtet im 18. Jahrhundert
- Rokokokreuz aus dem Jahre 1778, auf einem hohen Sockel aus rotem Sandstein mit einem Relief der Schmerzhaften Mutter Gottes befindet sich ein gusseisernes Kreuz
- klassizistischer rustikaler Glockenturm am Dorfplatz, erbaut 1830
- Naturdenkmal Velké Družďavy, nordöstlich des Dorfes